# Zoo Zlín
Koordinaten: 49° 16′ 17,8″ N, 17° 42′ 53,2″ O

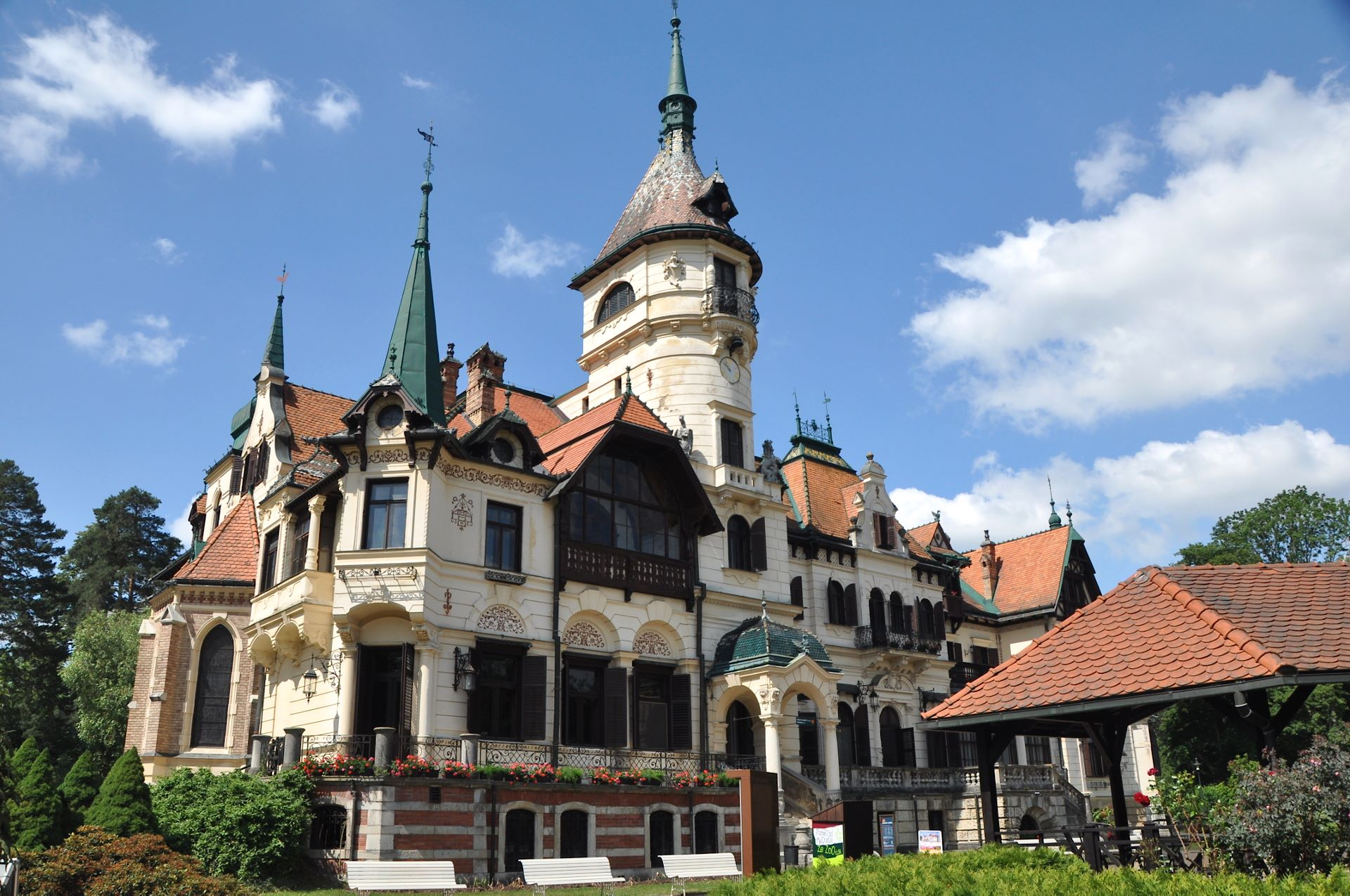
Schloss Lešná

Der Zoo Zlín, zuweilen auch Zoo Lešná genannt, ist ein zoologischer Garten am Nordrand der tschechischen Stadt Zlín, der auch einen Botanischen Garten enthält. Der Zoo ist bei der European Association of Zoos and Aquaria (EAZA) sowie der World Association of Zoos and Aquariums (WAZA) akkreditiert.

## Geschichte
Bereits zu Beginn der 1930er Jahre gab es im Stadtgarten von Zlín einen Zoo, der zunächst lediglich vier Affen sowie zehn Schildkröten enthielt. Nach und nach wurden weitere Tiere angeschafft, darunter auch Berberlöwen. Im Frühjahr 1934 wurden die Tiere auf ein geräumigeres Gelände in den Wald am Berg Tlustá hora, der höchsten Erhebung von Zlín neben einem Aussichtsturm, umgesiedelt. Die Lage auf dem Gipfel des Berges hatte jedoch einen Nachteil, den Mangel an Wasser. Dreimal pro Woche musste Wasser aus dem Nachbardorf geholt werden. Durch die Wirren des Zweiten Weltkriegs und den dadurch eingetretenen Futtermangel konnte der Betrieb nicht weitergeführt werden und der Zoo musste schließen.
Im Mai 1948 wurde ein neuer Zoo eröffnet, der nun um das Schloss Lešná herum angelegt wurde. Das Gelände bot mehr Platz für geräumige Freianlagen. Bis Ende der 1990er Jahre handelte es sich jedoch eher um einen Zoo von regionaler Bedeutung mit rund 200.000 Besuchern pro Jahr. Danach wurden die Anlagen erheblich ausgebaut, neue Tiere angeschafft, der Zoo erlangte internationale Bedeutung und konnte die Besucherzahl deutlich steigern. 2018 wurde das 70-jährige Jubiläum des Zoos festlich begangen.

## Tierbestand und Anlagenkonzept
Im Zoo Zlín werden Tiere aus allen Kontinenten in rund 200 Arten gehalten. Das rund 74 Hektar große Gelände mit einer Ausstellungsfläche von etwa 50 Hektar ist in mehrere Bereiche unterteilt, die die Fauna der Kontinente Australien, Afrika, Asien und Amerika zeigen. Es gibt auch eine Aquariumsabteilung mit einem Rochen-Streichelbecken sowie eine Tropenhalle in der botanischen Abteilung.

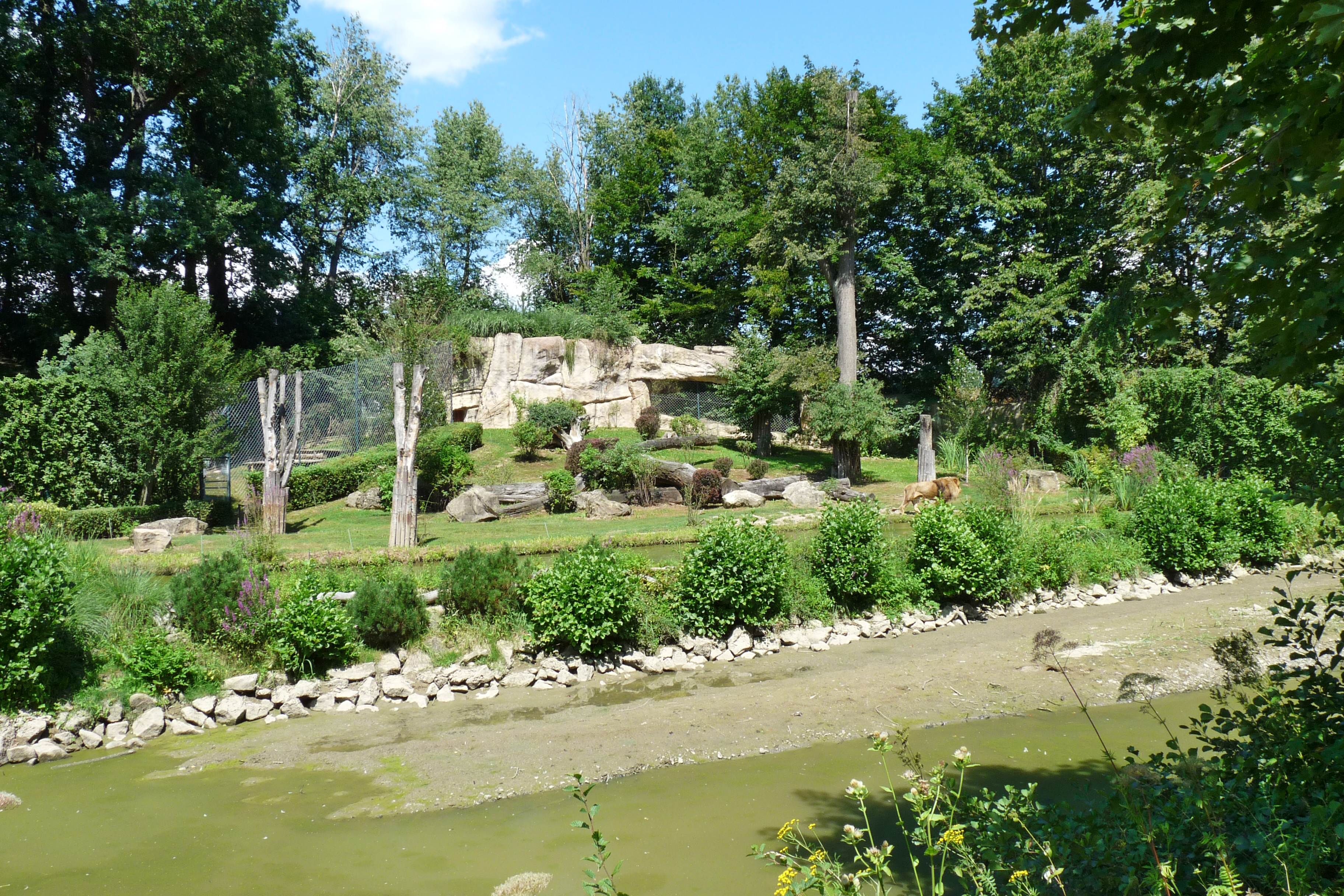
Löwenfreinanlage
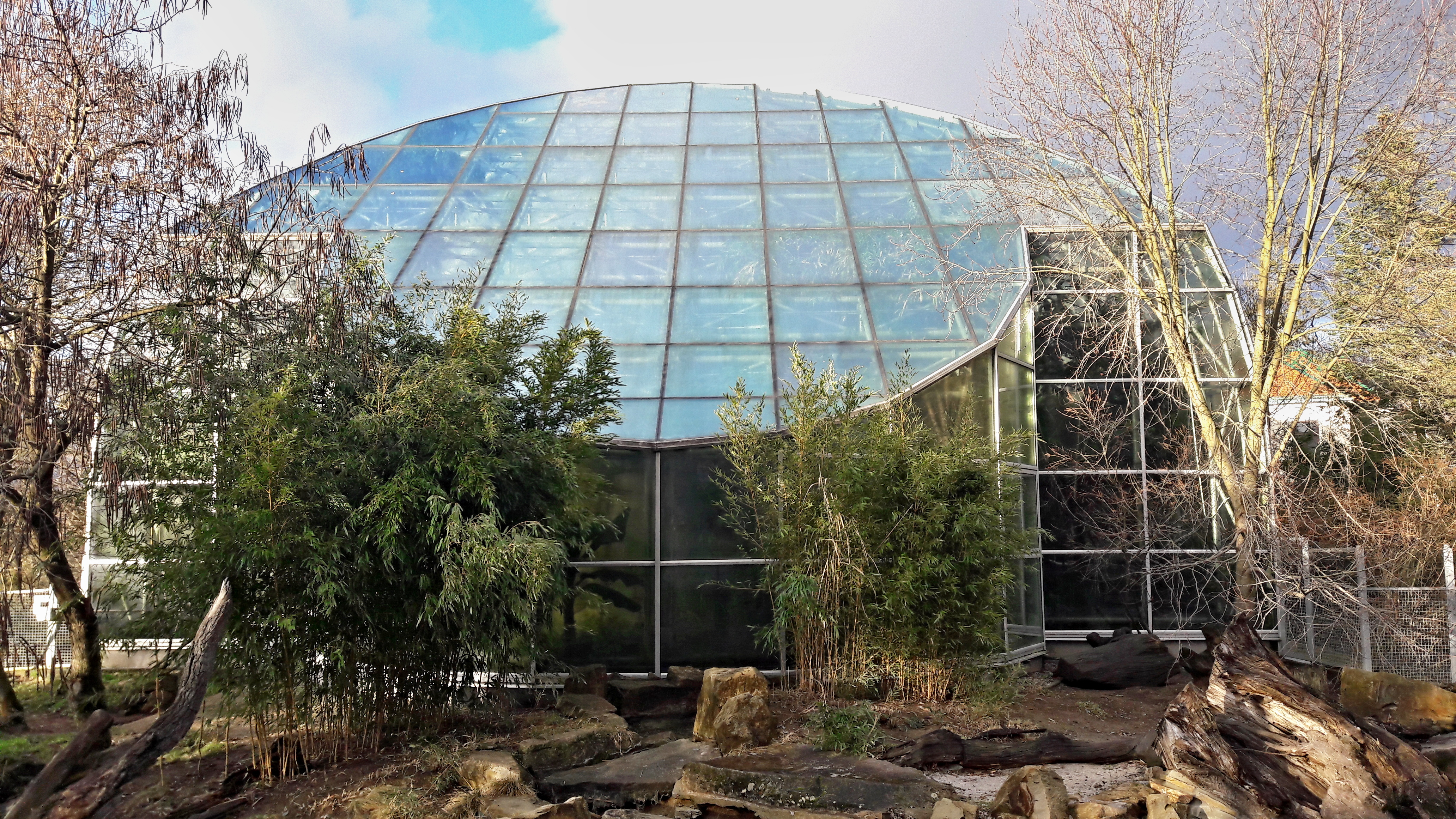
Tropenhalle

## Botanischer Garten
In den Zoo integriert ist ein Botanischer Garten, der eine Vielzahl seltener Gewächse enthält. Einer der bemerkenswertesten Bäume ist die endemisch in Japan vorkommende Schirmtanne, die 1960 gepflanzt wurde und als das größte Exemplar ihrer Art in Tschechien gilt. Weitere beachtenswerte Nadelbaumarten sind Riesen-Lebensbaum, Riesenmammutbaum, Lawsons Scheinzypresse, Urweltmammutbaum und Sicheltanne. Unter den Laubbäumen sind Armenische Eiche, Stieleiche, Rotbuche, Ahornblättrige Platane, Gewöhnlicher Trompetenbaum, Japanischer Kuchenbaum, Amerikanischer Amberbaum, Blauglockenbaum, Tulpenbaum, Weiße Maulbeere, Amerikanische Gleditschie sowie der Amur-Korkbaum hervorzuheben. Auf dem Gelände befindet sich die Yucatán Tropical Hall, die fast 200 Pflanzenarten aus dem zentralamerikanischen Regenwald beherbergt. Außerdem gibt es eine Schmetterlingswiese, die mit blütenreichen Arten bepflanzt ist, um heimische Schmetterlinge anzulocken.

## Arterhaltungs- und Schutzprogramme
Der Zoo Zlín beteiligt sich an vielen internationalen Projekten zum Schutz und zur Rettung bedrohter Tierarten. So unterstützt der Zoo beispielsweise Arterhaltungsprogramme zur Rettung des Saolas in der Xe Sap National Protected Area in Laos. Dieses nur in Vietnam und Laos vorkommende Wildrind wird von der Weltnaturschutzorganisation IUCN als „vom Aussterben bedroht (critically endangered)“ geführt. Weitere Projekte betreffen die Weißflügelente auf Sumatra, den Kaiserreiher in Indien und Bhutan, den Gänsegeier in Bulgarien und Spanien, das Breitmaulnashorns im Hluhluwe-iMfolozi-Park in Südafrika sowie gefährdete Säugetier- und Vogelarten in Ecuador.

## Galerie
Die nachfolgende Bildauswahl zeigt einige Tiere aus dem Bestand des Zoo Zlín:

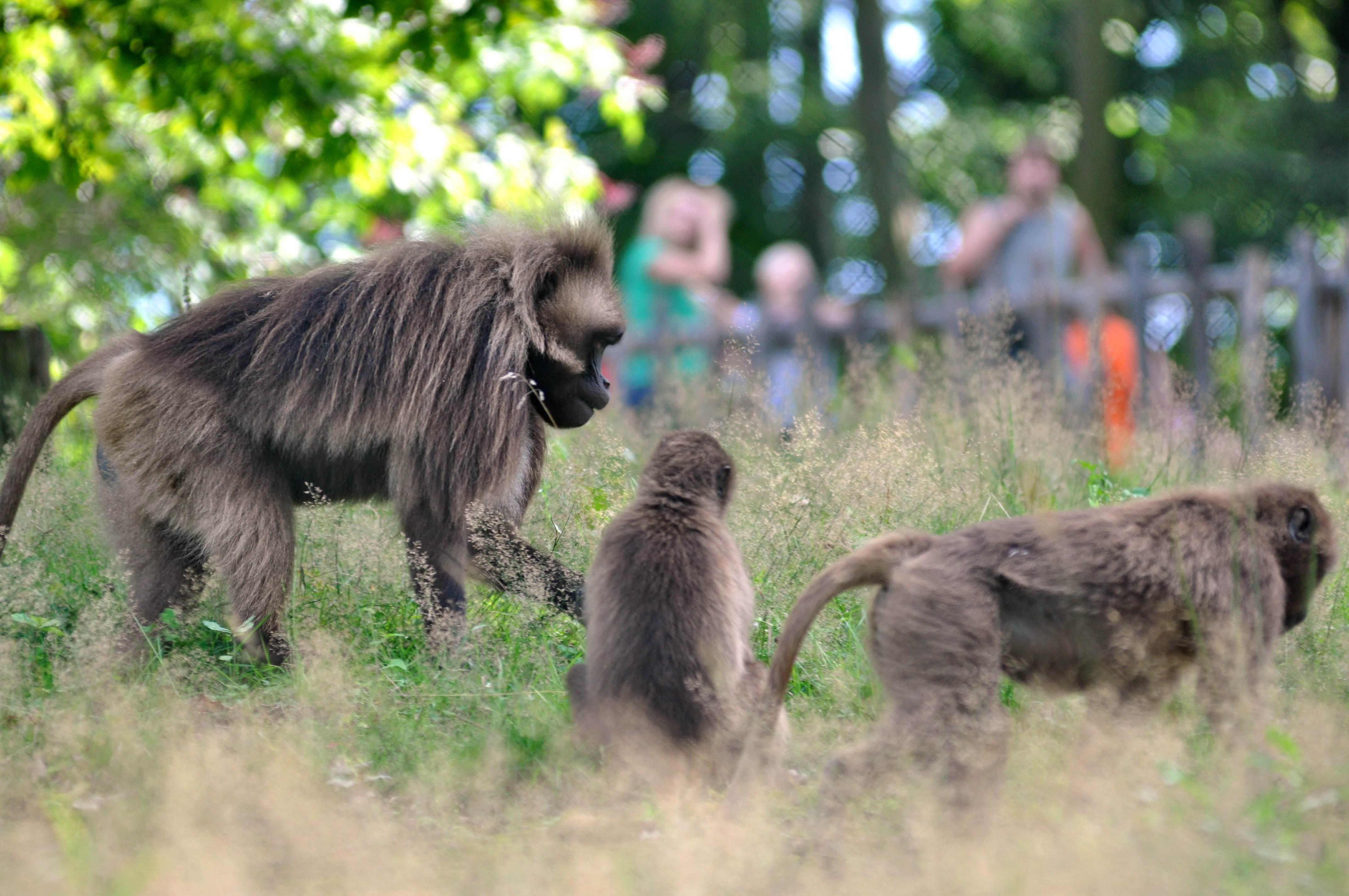
Dscheladas
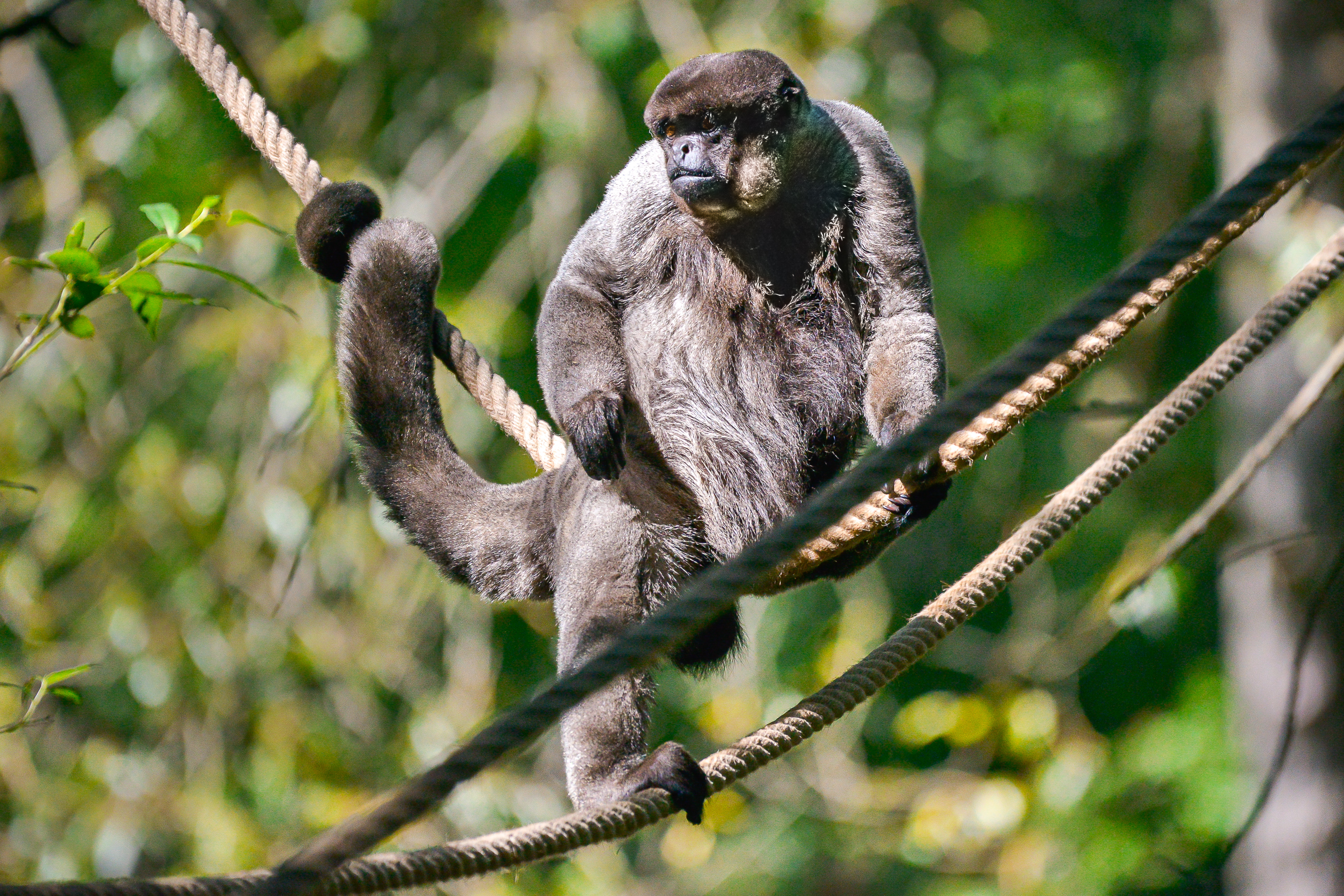
Wollaffe
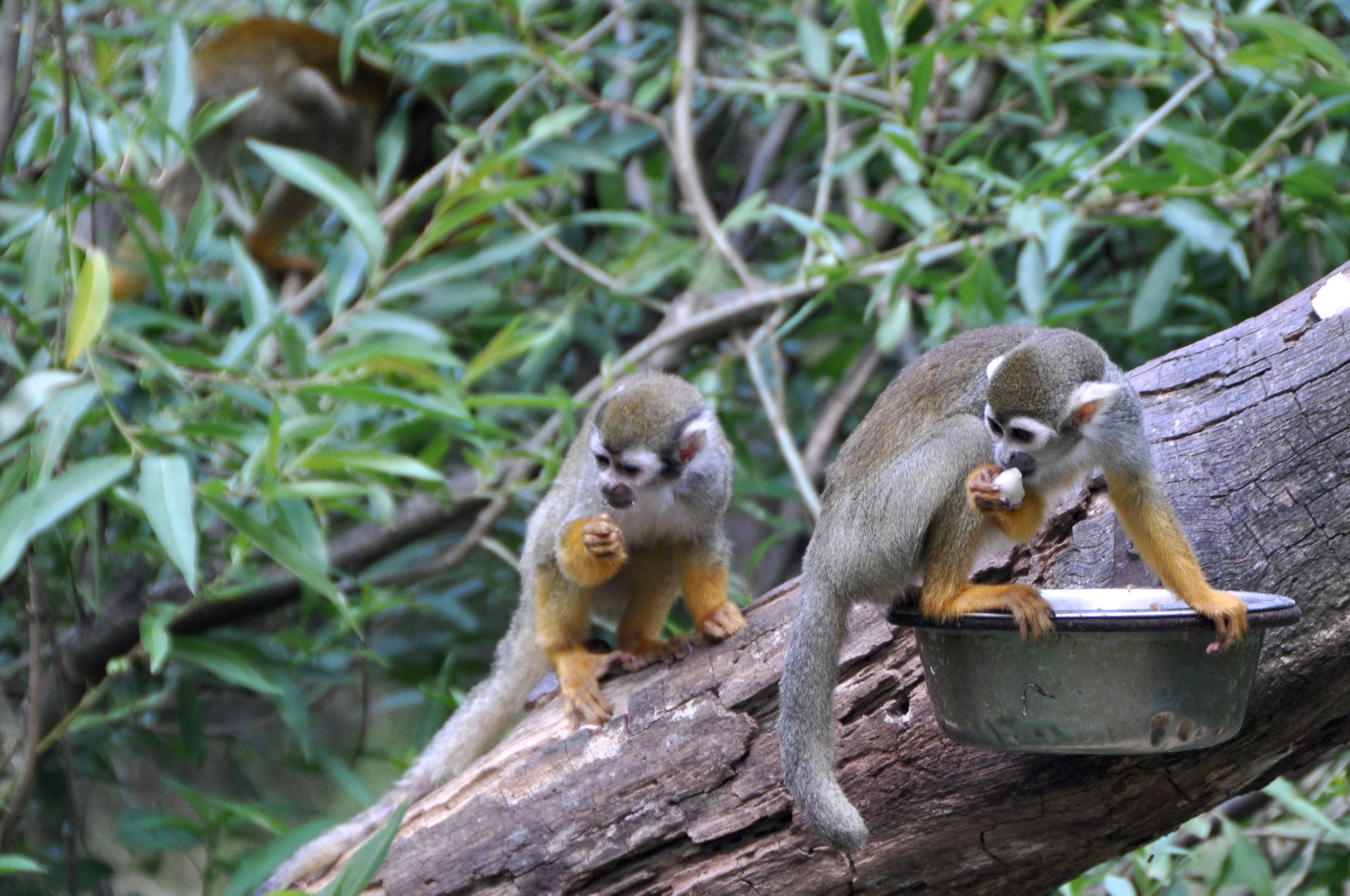
Guyana-Totenkopfaffen
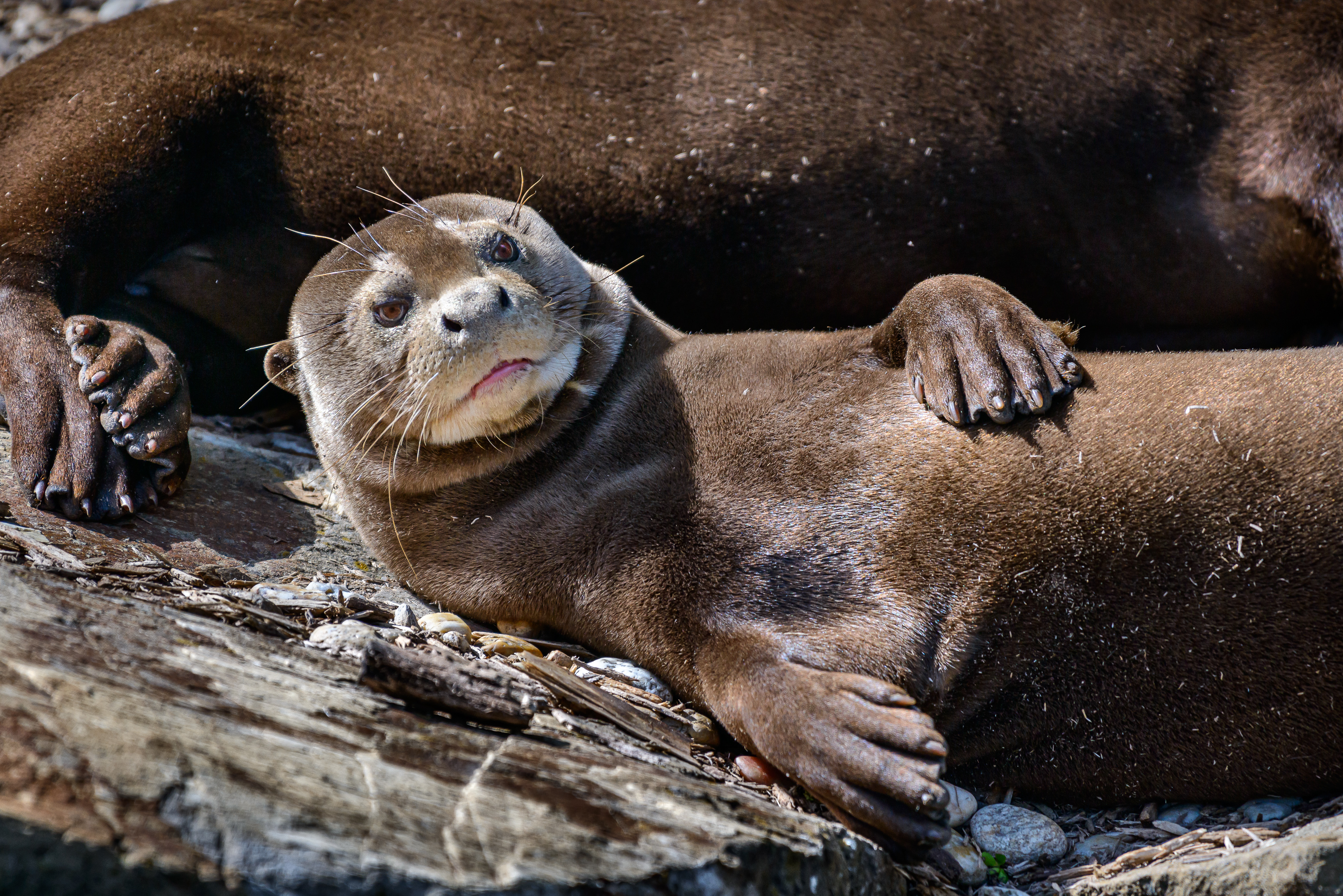
Riesenotter
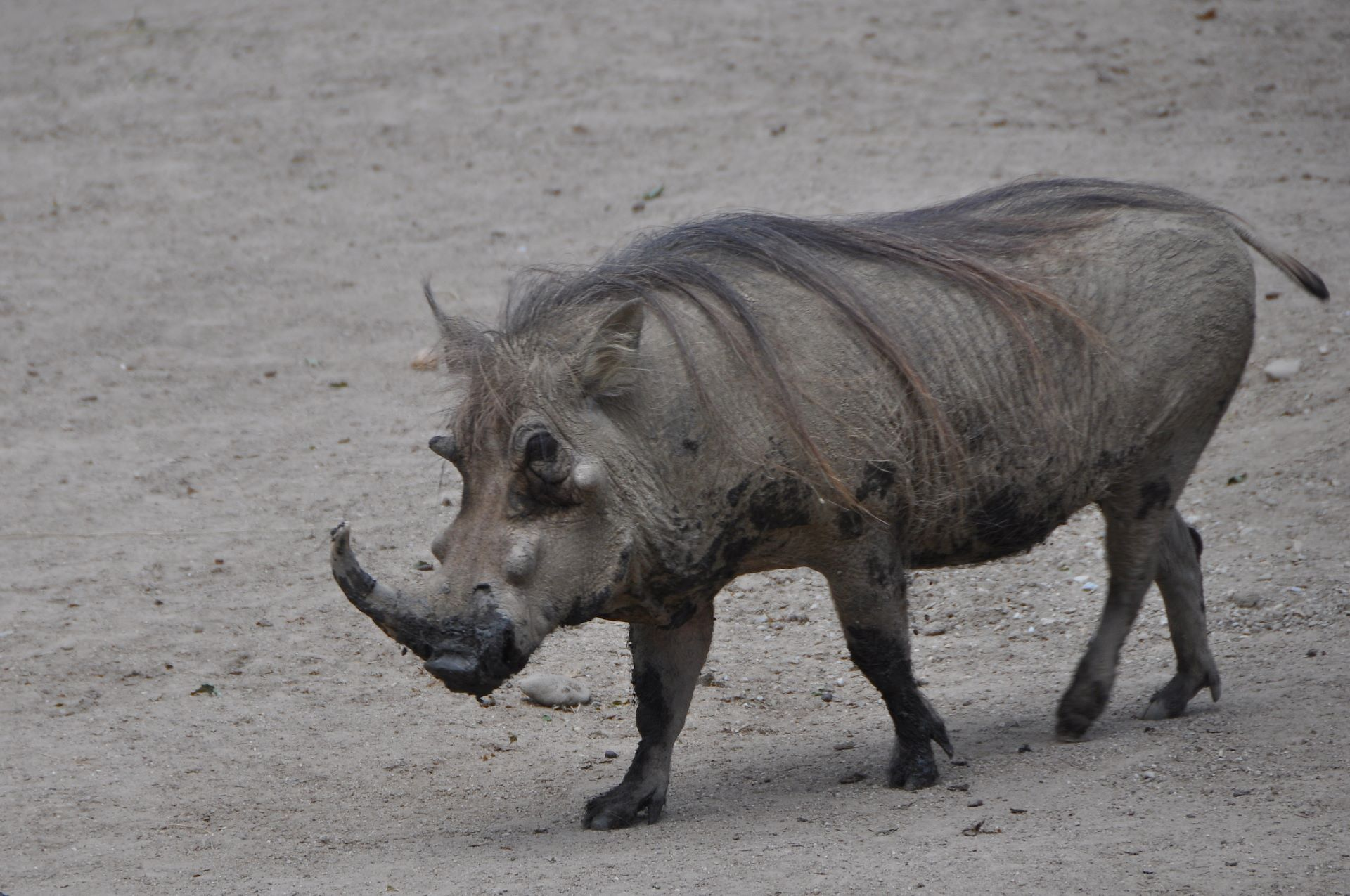
Warzenschwein
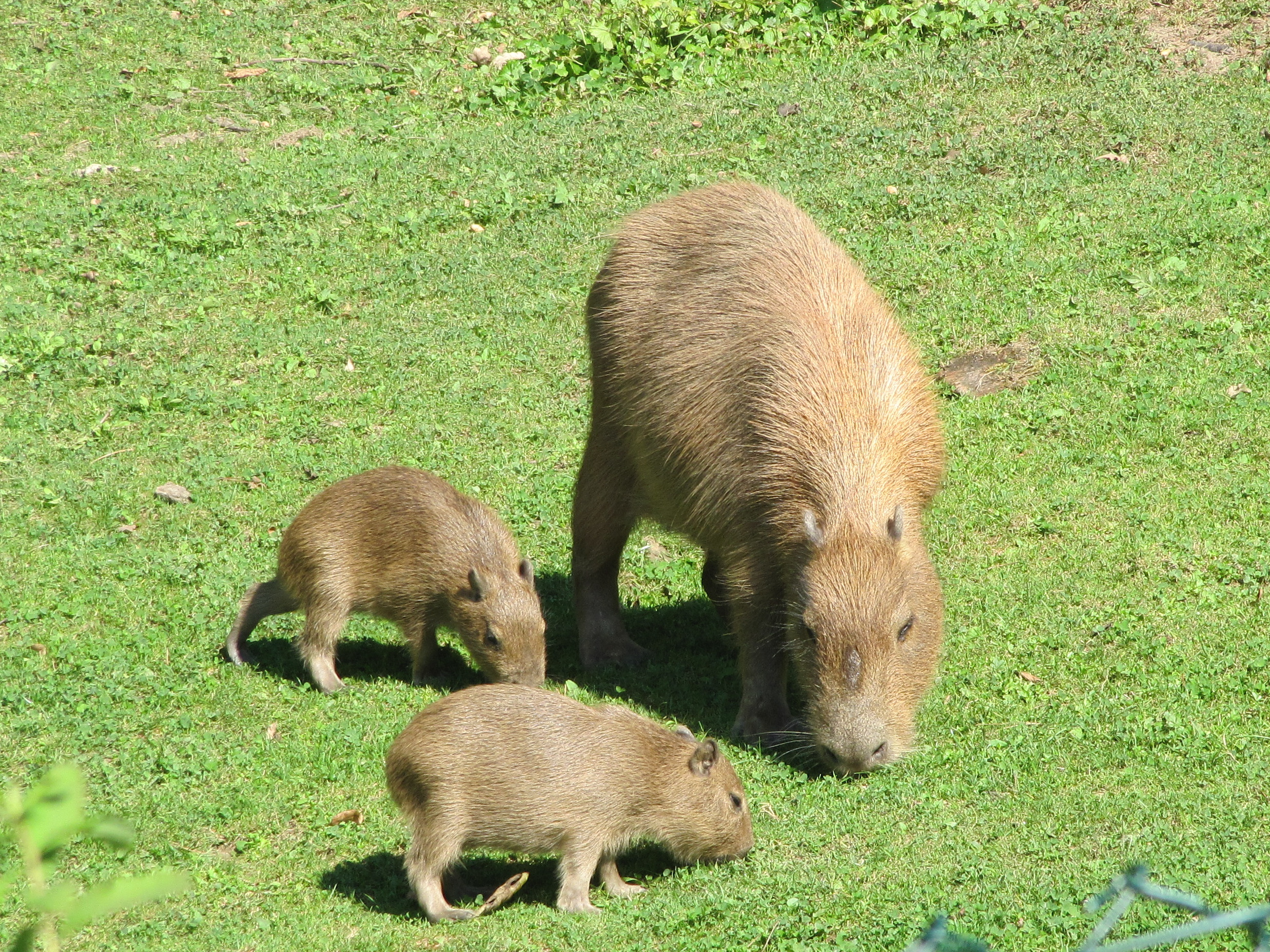
Capybara mit Jungtieren
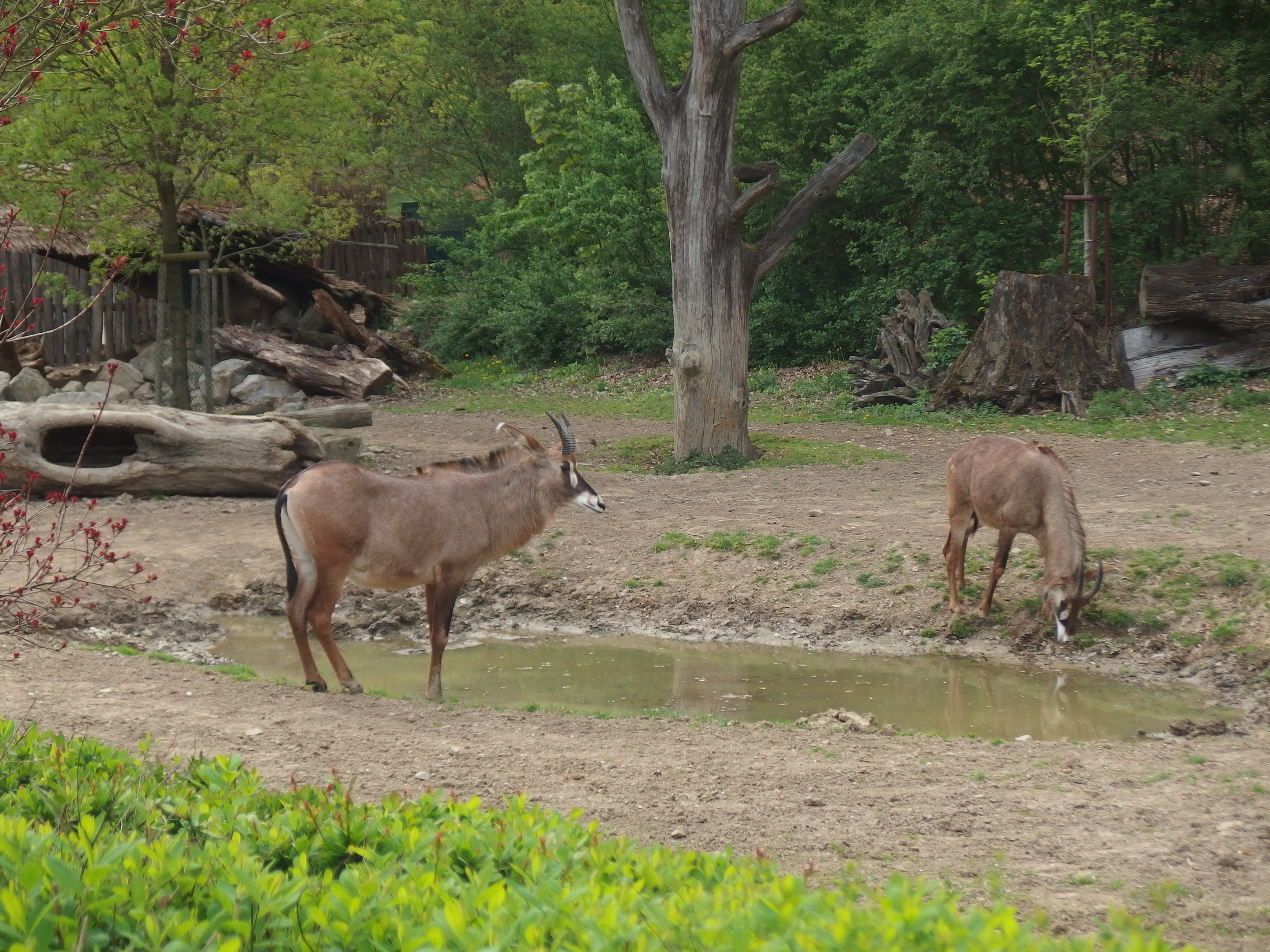
Pferdeantilopen
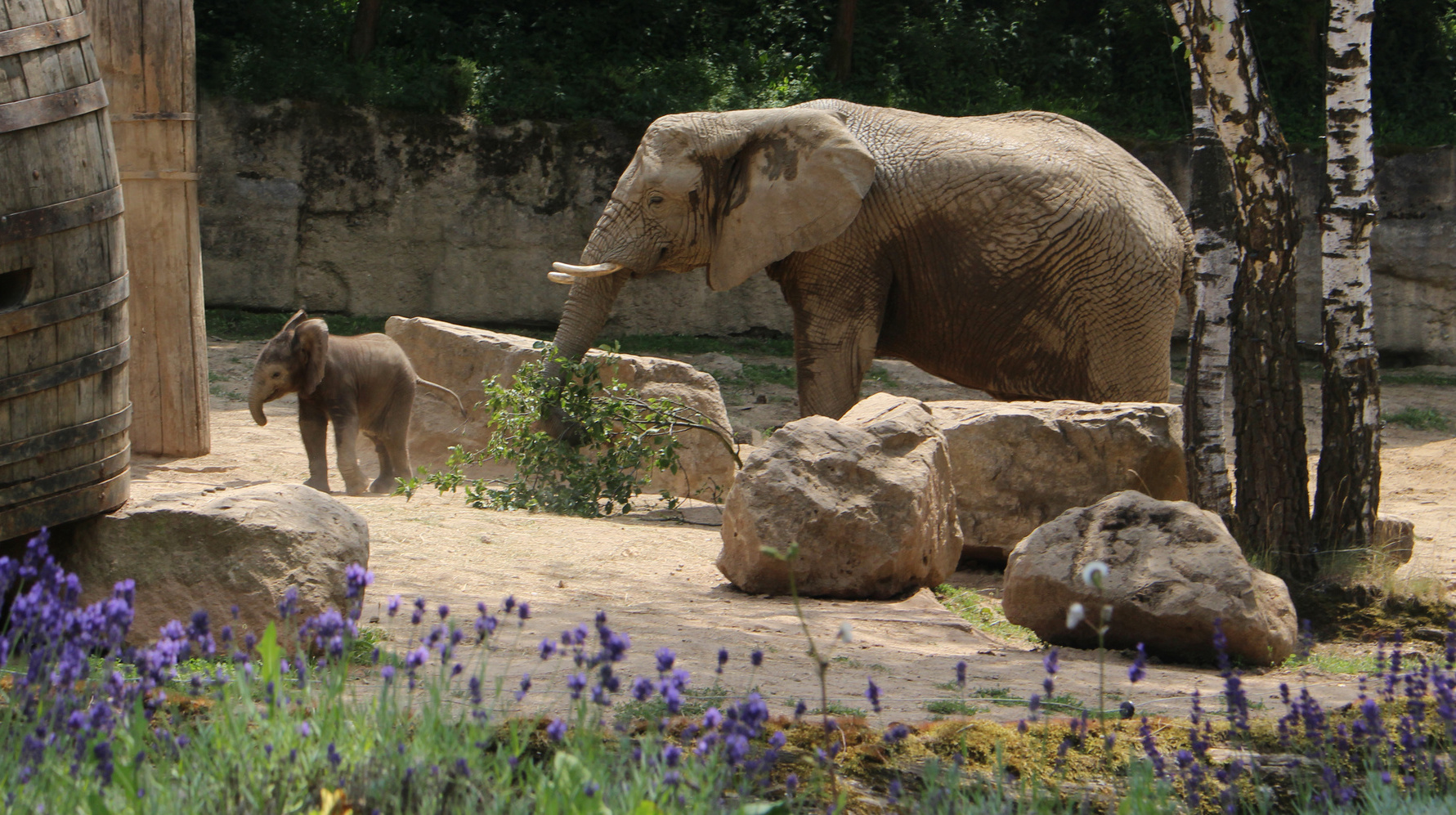
Afrikanischer Elefant mit Jungtier
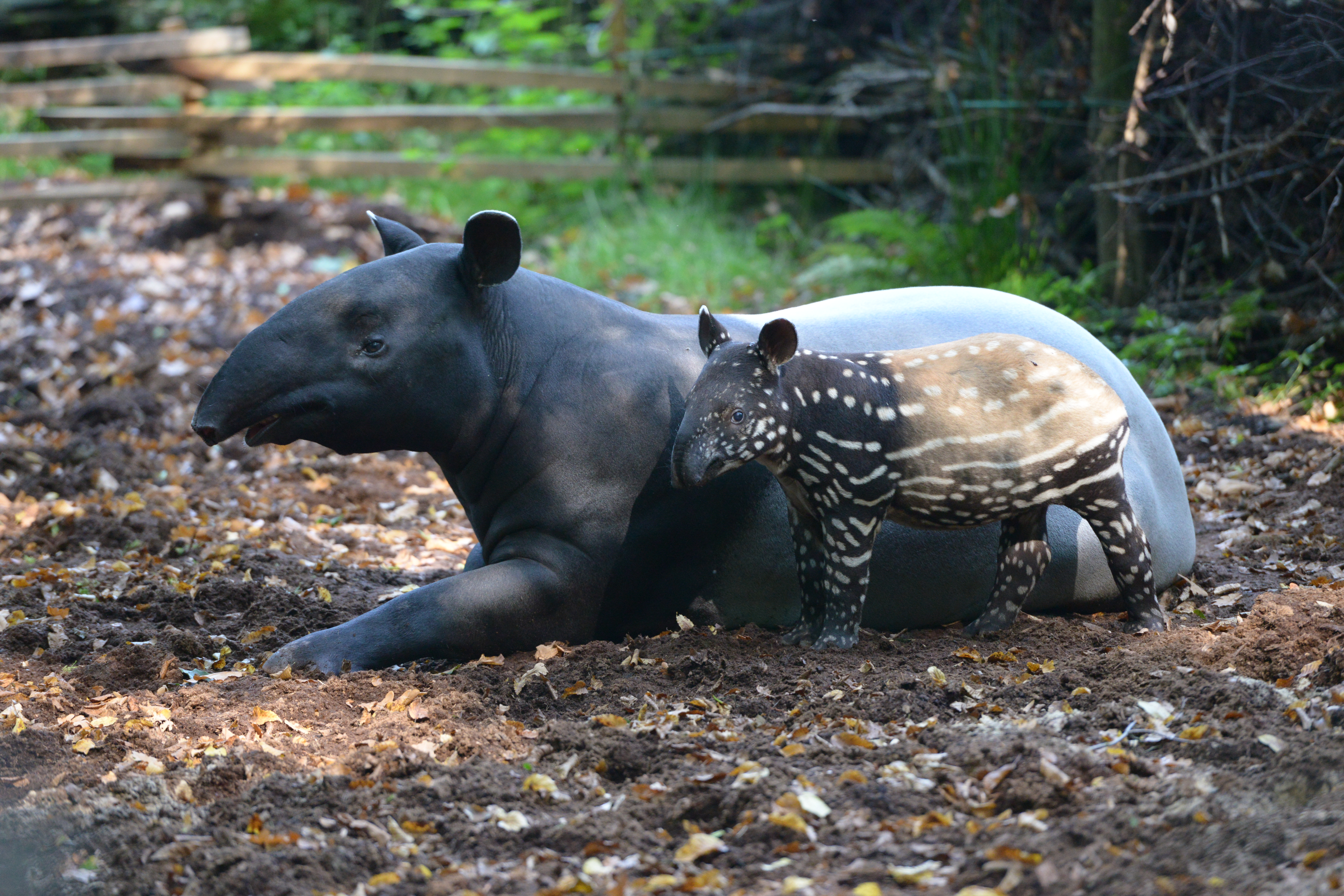
Schabrackentapir mit Jungtier
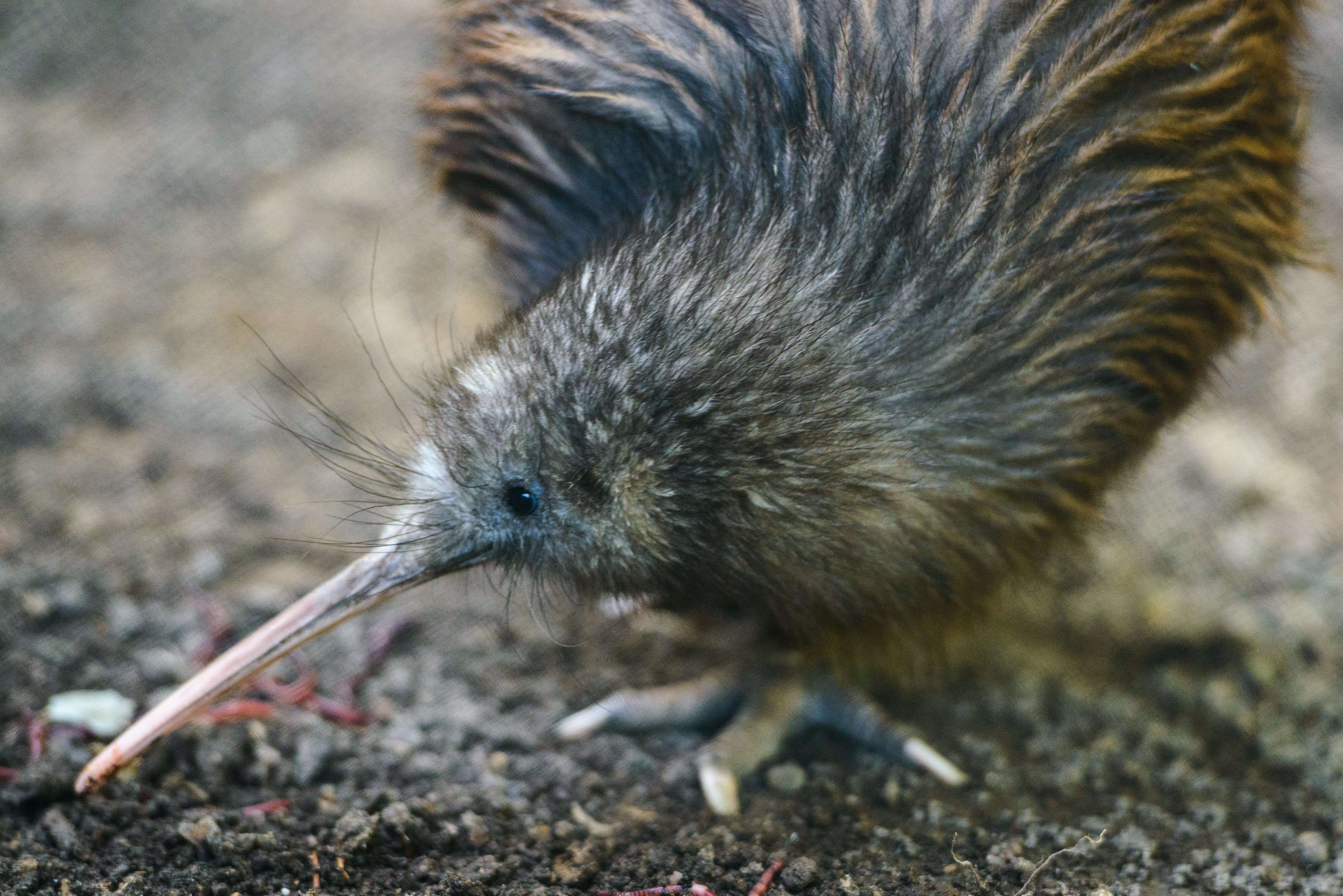
Nordstreifenkiwi